# Anna Zamora Puigcercos
Anna Zamora Puigcercos, née le 9 octobre 1957, est une femme politique andorrane.

## Biographie
Jusqu'à 1994, elle est professeur de langue catalane au Col·legi Janer. De 1995 à 2005, elle est directrice de l'école Andorrane (un lycée).
Elle est membre du Parti libéral d'Andorre. Elle est chef du cabinet du chef du gouvernement andorran.